# Willdenowia glomerata
Willdenowia glomerata är en gräsväxtart som först beskrevs av Carl Peter Thunberg, och fick sitt nu gällande namn av Hans Peter Linder. Willdenowia glomerata ingår i släktet Willdenowia och familjen Restionaceae. Inga underarter finns listade i Catalogue of Life.